# Каракемпир
Каракемпир (каз. Қаракемпір) — село в Бурлинском районе Западно-Казахстанской области Казахстана. Входит в состав Успенского сельского округа. Код КАТО — 273667300.

## Население
В 1999 году население села составляло 122 человека (59 мужчин и 63 женщины). По данным переписи 2009 года, в селе проживали 2 человека (1 мужчина и 1 женщина).